# 黑星球獎
黑星球獎是德國倫理暨經濟委員會（ethecon）所頒發的獎，是給只為利潤而不顧法令，而且從戰爭、濫伐、迫害人權、破壞自然，以及社會苦難中賺取私人利益的個人與企業。
黑星球獎自2006年開始頒發，得主有美國孟山都公司的董事會及主席（2006年）、瑞士雀巢公司董事會、主席與主要股東（2007年）、美國黑水國際軍事公司之所有者與管理者（2008年）等。
2009年，黑星球獎頒予台塑的經理負責人與所有人王氏家族，原因是台塑在全球範圍造成巨大汙染，在柬埔寨行賄官員以接收有毒廢棄物，並被形容為“毒害地球的領導地位”。